# صندلیان
صندلیان (Santalaceae) تیره‌ای از صندل‌سانان درختچه‌ای و علفی و درختی نیمه‌انگلی با حدود ۳۸ سرده و بیش از ۴۰۰ گونه است که در نواحی گرمسیری یا معتدل می‌رویند؛ در برخی از سرده‌ها برگ‌های غیرمنقسم و معمولاً متناوب به ساختارهایی فلس‌مانند تبدیل شده است.
برگ‌های سبز آنها مقداری سبزینه دارد که به آنها امکان ساخت غذا را می‌دهد، اما این گیاهان مقداری از آب و مواد غذایی مورد نیاز خود را از طریق اندام‌های مکنده از میزبان تأمین می‌کنند؛ اکثر صندلیان انگل‌ریشه‌ای، ولی برخی از آنها انگل‌ساقه‌ای هستند و بیشتر آن‌ها گل‌های کوچک و ناپیدای یک‌جنسی یا دوجنسی دارند.